# Europa Unita! (composizione)
Europa ÉÉN! (in italiano Europa Unita!) è una composizione corale del musicista olandese Louis Noiret  su testo del poeta Henrik Joosten.

## Storia
La composizione fu concepita in occasione del Congresso d'Europa, svoltosi a L'Aia nel maggio del 1948. L'opera fu commissionata dal Comitato Internazionale di Coordinamento dei Movimenti per l'Unità Europea per suggellare simbolicamente l'impegno dei partecipanti verso la promozione della pace e della solidarietà tra i popoli europei nel periodo postbellico. La partitura, appositamente composta per l'evento, fu pubblicata in più lingue – olandese, francese, inglese e italiano – evidenziando la volontà di rappresentare l'unità culturale e politica dell'Europa emergente.